# Fulke Greville

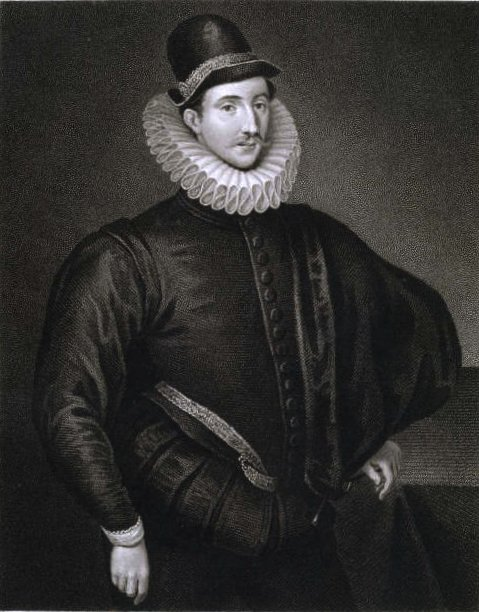
Fulke Greville. 1e baron Brooke

Fulke Greville (Beauchamp Court, Warwickshire,  3 oktober 1554 – 30 september 1628) 
was een Engels dichter, hoveling en staatsman, die diende onder Elizabeth I en Jacobus I.
Greville werd als enige zoon geboren in een rijke adellijke familie. In 1564 ging hij naar Shrewsbury School, een public school in Shrewsbury, op dezelfde dag als Philip Sidney, met wie hij levenslang bevriend zou blijven. In 1568 ging hij naar de Universiteit van Cambridge, waarna hij door Philip Sidneys vader een positie kreeg aangeboden in het bestuur van de Welsh Marches. Deze baan gaf hij echter na korte tijd op en hij volgde Sidney naar het hof van Elizabeth, waar hij al spoedig de gunst verwierf van de koningin. Hij werd lid van een gezelschap dichters dat bekend werd als de 'Areopagus', een club waar ook Edmund Spenser en Sidney deel van uitmaakten. De groep hield zich onder meer bezig met het metrum in de poëzie, en streefde naar invoering van onder meer klassieke versvormen. Ook raakte hij bevriend met vermaarde schrijvers als Samuel Daniel en Francis Bacon.
Greville en Sidney wilden in 1585 graag op avontuur gaan met Sir Francis Drake, maar de koningin verbood dit nadrukkelijk. In 1586 verbood zij hem ook om deel te nemen aan de campagne van Robert Dudley in de Nederlanden.  Sidney kreeg hiervoor wel toestemming, maar deze beslissing werd hem noodlottig: hij kwam in datzelfde jaar om in de Slag bij Warnsveld. Hierover schreef Greville de elegie An Epitaph upon Sir Philip Sidney. In 1591 kreeg hij toch kortstondig zijn oorlogsavontuur toen hij onder Hendrik IV van Frankrijk diende in Normandië. 
Greville maakte diverse keren deel uit van het parlement namens Warwickshire, was thesaurier van de marine van 1589 tot 1604 en Chancellor of the Exchequer van 1614 tot 1622. Hij werd in 1597 door Elizabeth geridderd en Jacobus I benoemde hem in 1621 tot Baron Brooke. De koning schonk hem Knowle Park en Warwick Castle, dat hij geheel restaureerde.
Fulke Greville kwam op tragische wijze om het leven. Hij werd op 30 september 1628 vermoord door een van zijn bedienden, Ralph Heywood, die van mening was dat hij ten onrechte niet werd vermeld in Grevilles testament. Heywood pleegde hierna zelfmoord.

## Werk
Geen van Grevilles werken werden tijdens zijn leven gepubliceerd. Zijn bekendste werk, The Life of the Renowned Sir Philip Sidney, waarschijnlijk geschreven tussen 1610 en 1614, verscheen in 1652. Zijn bundel Caelica, met gedichten over liefde, godsdienst en filosofie, verscheen in 1633 in Certain Learned and Elegant Works. Hierin verschenen ook enkele 'kamerdrama's', dat wil zeggen toneelstukken die niet waren bedoeld voor opvoering maar slechts om te lezen: Alaham en Mustapha. Een derde stuk, Antony and Cleopatra vernietigde hij zelf. 